# Trichomoniasis

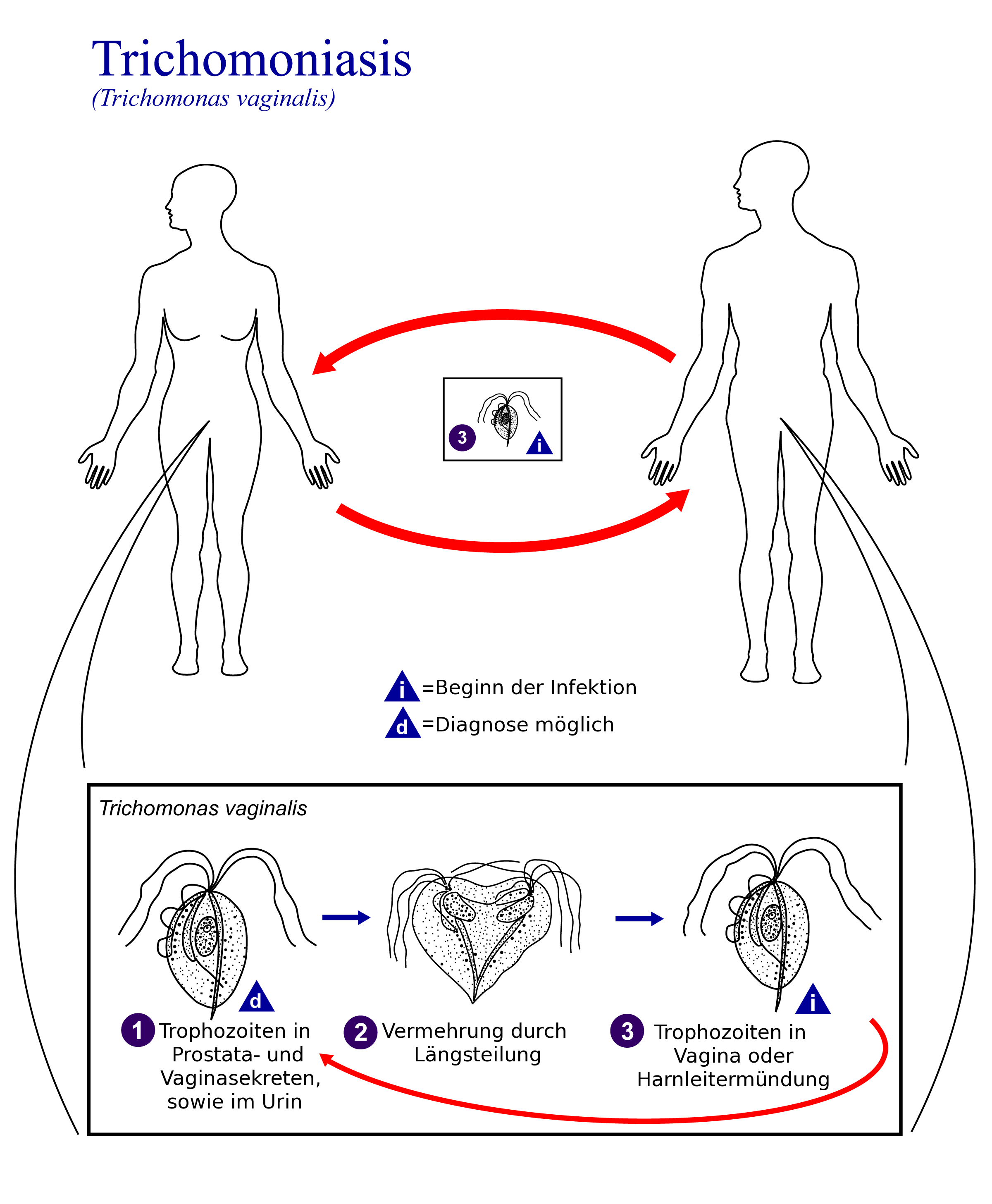
Lebenszyklus Trichomonas vaginalis

Trichomoniasis ist eine sexuell übertragbare Erkrankung des Urogenitaltraktes, die bei Frau und Mann auftritt und von einem Geißeltierchen, Trichomonas vaginalis (auch Trichomonas urogenitalis genannt), ausgeht. Dabei entzünden sich die Scheide und die männliche Harnröhre. Geschlechtsverkehr ist das Hauptübertragungsmedium der Krankheit. Die Trichomoniasis kann durch die mikroskopische Untersuchung eines Vaginalabstrichs festgestellt und innerhalb von 5 bis 6 Tagen mit dem Wirkstoff Metronidazol behandelt werden. Die Trichomoniasis ist mit 170 Millionen Neuinfektionen pro Jahr weltweit eine der häufigsten durch Geschlechtsverkehr übertragenen Krankheiten.

## Erreger
Die Trichomoniasis wird beim Menschen durch das Geißeltierchen Trichomonas vaginalis verursacht, welches wie alle Trichomonaden außerhalb seines Lebensraumes nicht lange lebensfähig ist.

## Symptome

### Bei Männern
Bei den meisten Männern ist der Befall symptomlos. Vor allem nisten sich die Trichomonaden in der Prostata, der Harnröhre und unter der Penisvorhaut ein. Gelegentlich kommt es zu einer schmerzhaften Entzündung der Harnröhre. Selten werden die Samenblasen befallen. Da bei Männern meist keine Symptome auftreten, wissen sie oft nichts von der Infektion und sind deshalb die hauptsächlichen Überträger der Parasiten.

### Bei Frauen

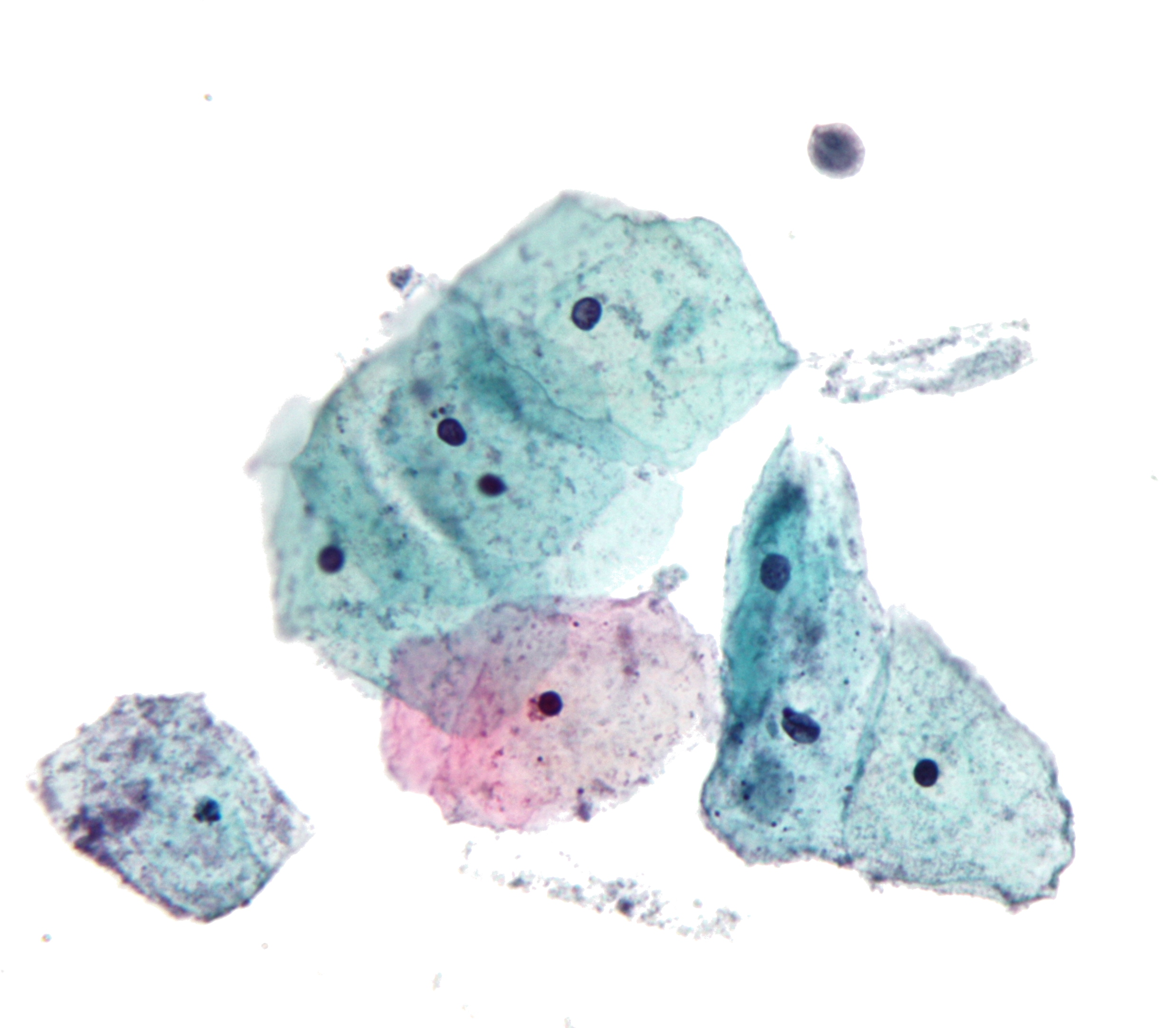
Vaginalzytologisches Bild mit einer Trichomonade (oben rechts)

Bei etwa 80 Prozent der Frauen kommt es nach einer längeren Phase ohne Symptome zu Entzündungen (Trichomonadenkolpitis) und dünnflüssigem gelblichem, übelriechendem Scheidenausfluss (Fluor vaginalis), in dem sich neben den Trichomonaden auch Bakterien und Eiterzellen finden. Damit ist oft ein Juckreiz in der Scheide verbunden. Bei drei Vierteln der Patientinnen ist die Harnröhre befallen. Infektionen der Gebärmutter und der Harnblase sind dagegen selten. Auch zeitweilige Unfruchtbarkeit wurde beobachtet. Trichomonaden können durch die mikroskopische Untersuchung eines Vaginalabstrichs festgestellt werden.
Ein Befall mit Trichomonas vaginalis führt bei Mädchen und Frauen zu einer erhöhten Infizierbarkeit mit HIV. Der Erreger, der in der mobilen Form vom Aussehen her an eine Birne erinnert, greift das Epithel der Vagina an. Er macht sich platt und versucht, eine möglichst große Fläche zu bedecken. Danach bildet er Ausläufer aus, welche er ins Epithel bohrt und zapft dort Nährstoffe und Serum ab. Gleichzeitig scheidet er schädliche Proteine aus, die erstens zum Tod der schützenden Vaginalflora (hauptsächlich Milchsäure-Bakterien) und zweitens zu Mikro-Nekrosen in der Vaginalhaut führen, so dass winzige punktförmige Narben in ihr entstehen. Diese bilden dann die Pforte für HI-Viren. Da die Narben im Epithel ein Leben lang bestehen bleiben, bleibt eine erhöhte Infizierbarkeit erhalten, nachdem der Befall mit Trichomonas vaginalis erfolgreich bekämpft worden ist. Die Infizierbarkeit gilt in beide Richtungen. Betroffene stecken sich nicht nur leichter mit HIV an. Frauen, die HIV-positiv sind, werden dadurch auch infektiöser für ihre Partner.

## Vorbeugung und Therapie
Wie bei allen Geschlechtskrankheiten bieten Kondome zwar keinen absoluten, aber einen hohen Schutz. Zur Therapie von Infektionen durch Protozoen eignen sich Nitroimidazol-Derivate, wie Metronidazol oder Tinidazol. Eine Behandlung dauert fünf bis sechs Tage. Zur Vermeidung des „Ping-Pong-Effektes“ ist eine medikamentöse Therapie der Sexualpartner notwendig. In der Schwangerschaft ist die Gabe dieser Medikamente kontraindiziert, es empfiehlt sich daher eine Lokaltherapie mit Clotrimazol oder Natamycin. Auch die orale Gabe von Amoxicillin ist möglich.